# Reserva provincial de uso múltiple Guasamayo
La reserva provincial de uso múltiple Guasamayo se encuentra en cercanías de la localidad de Malanzán, cabecera del departamento General Juan Facundo Quiroga, en la provincia de La Rioja (Argentina).
Adquirió su estatus actual en 2001, mediante la ley provincial n.º 7182 que perfeccionaba el decreto provincial n.º 21663 de 1963 por el cual se creaba el parque provincial Guasamayo.
Desde el punto de vista fitogeográfico, corresponde a la ecorregión Chaco Seco - Chaco Serrano.
El grado de control sobre la reserva es insuficiente. Hacia 2008 se había iniciado la formulación de un plan de manejo, sin que hasta fines de 2015 se hubieran producido avances importantes.

## Superficie y ubicación
La reserva Guasamayo se extiende en un área de 9000 ha sobre la quebrada homónima entre las localidades de Malanzán y Solca, formando un rectángulo de 19 km de longitud y 5 km de ancho, cuyo eje central es la ruta provincial n.º 28.

Su centro se encuentra aproximadamente en la ubicación 30°38′S 66°33′O / -30.633, -66.550.

## Flora y fauna

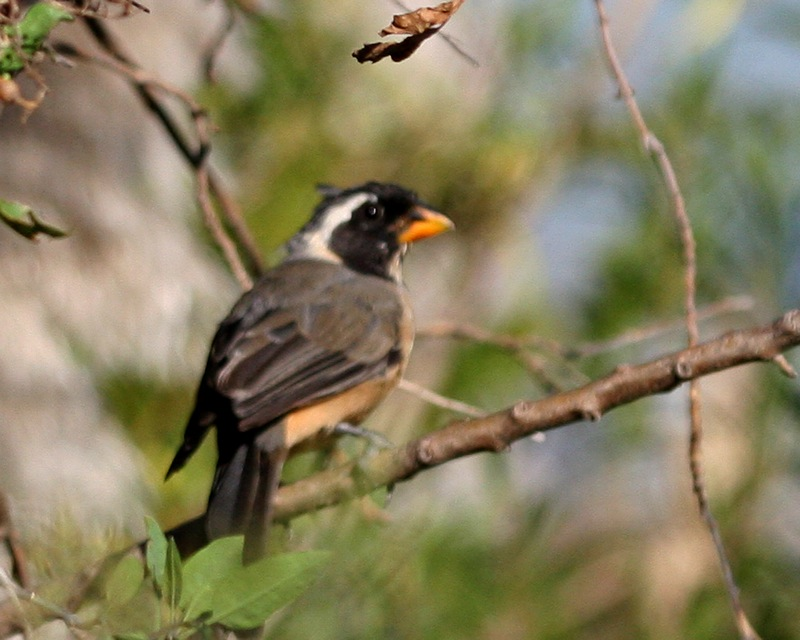
Rey del bosque (Saltator aurantiirostris).

La vegetación es típica de ambiente árido, con presencia de árboles como el horco quebracho o quebracho blanco, el algarrobo blanco, el algarrobo negro, el molle y el tala. Entre los arbustos y hierbas se encuentran el incayuyo, el poleo y una variedad de salvia, entre otros.
Existe variedad de pequeñas aves tales como el rey del bosque o la reina mora y otras terrestres como chuñas o perdices.

En la reserva es posible encontrar pecaríes, zorros grises, vizcachas y algunos pumas. Entre los ofidios existen yararás y  lampalaguas.

Ocasionalmente puede observarse el vuelo de los cóndores.

## Geología y arqueología
En la reserva se pueden encontrar curiosas geoformas producto de la erosión, que los pobladores del lugar han nombrado espontáneamente por su similitud con objetos conocidos. Entre ellas se pueden mencionar “La ventana”, “El trencito”, “El cóndor”, “El hongo”, “La tortuga”, “La bota” y “El perrito”.
Según algunas investigaciones, las puntas de flecha de basalto o cuarzo reunidas en el lugar y que hoy se exhiben el en museo Runa Huasi de la localidad de Malanzán habrían pertenecido al pueblo ayampitín, primitivos habitantes de la zona. Posteriormente, fueron desplazados por el pueblo olongasta, del cual se conservan múltiples elementos, entre los más notables la gran cantidad de morteros comunitarios y los petroglifos presentes en varias locaciones.

### Los Mogotes
Dentro de la reserva Guasamayo, la zona llamada Los Mogotes reúne algunos puntos de interés para el visitante. Estos son:
- La piedra de los morteros: En una roca granítica de gran volumen se hallan tallados una gran cantidad de morteros de distintos tamaños, con profundidades que oscilan entre los 0.10 m hasta más de 1.50m.
- El río con su ojo de mar: Junto a una de las pequeñas cascadas que se forman en el cauce del río existe una hoya cuya profundidad aparentemente no ha podido ser calculada. Según se relata, los lugareños han intentado sin éxito hallar su fondo uniendo una a otra varias cañas. El lugar también es conocido como “El río del ojo de las cañas” debido a estos intentos.
- Los morteros dispersos, la piedra que vierte y las torres: Sobre una superficie amesetada de piedra laja se encuentran un grupo disperso de morteros de distintos tamaños. En las cercanías se encuentran dos altas formaciones pétreas parecidas a torres aisladas y una vertiente que al surgir de una roca rojiza de forma particular, deja caer el agua en forma interrumpida.